# Marbach (Leubsdorf)
Marbach ist ein Ortsteil der sächsischen Gemeinde Leubsdorf im Landkreis Mittelsachsen.

## Geografie

### Lage
Marbach liegt etwa 4 Kilometer südwestlich von Augustusburg im Erzgebirge. Die Ortslage erstreckt sich über etwa 2,5 Kilometer durch das Tal des Trübebaches, der nach Norden zur Flöha fließt.
Über eine Kreisstraße ist Marbach mit dem südlich gelegenen Grünhainichen verbunden, über Gemeindestraßen besteht Anschluss an die Staatsstraße 223 Flöha–Olbernhau im Westen bzw. die Staatsstraße 236 Augustusburg–Eppendorf im Norden.

### Nachbarorte
| Augustusburg        | Schellenberg                                | Leubsdorf   |
|                     | Kompassrose, die auf Nachbargemeinden zeigt |             |
| Waldkirchen/Erzgeb. | Grünhainichen                               | Borstendorf |

## Geschichte
Die erste urkundliche Erwähnung von Marbach stammt aus dem Jahre 1378 als Marcbach. Die Deutung des Namens bezieht sich auf die früher im Tal der Flöha verlaufende Grenze (= Mark) der Herrschaft der Schellenberger. Marbach unterstand diesem Sitz und dessen Nachfolger, dem Amt Augustusburg, grundherrschaftlich wie verwaltungsmäßig bis 1875.
Obwohl in geografischen Handbüchern des 18. Jahrhunderts „Holzarbeiter und geschickte Horndrechsler“ genannt werden und Anfang des 20. Jahrhunderts neben Gütern eine Papiermühle, eine Holzschleiferei sowie drei größere und ein paar kleine Holzwarenbetriebe bestanden, blieb Marbach durch die Landwirtschaft beherrscht.
15 % der Bevölkerung arbeitete in den 1970er Jahren in der Landwirtschaft, welche 1800 ha Land, darunter die Nutzflächen von Grünhainichen und Schellenberg, bewirtschaftete. Im gleichen Zeitraum gingen 350 verzeichnete Auspendler des Ortes in den Betrieben „VEB Baumwollspinnerei und Zwirnerei“ in Hohenfichte, den Betrieben der Möbelindustrie in Leubsdorf sowie in den ferneren Orten Flöha und Zschopau einer Beschäftigung nach.
Zum 1. März 1994 schlossen sich die bis dahin selbstständigen Gemeinden Hohenfichte, Marbach und Schellenberg der Gemeinde Leubsdorf unter diesem Namen an.

## Entwicklung der Einwohnerzahl
| Jahr | Einwohnerzahl                                       |
| ---- | --------------------------------------------------- |
| 1551 | 16 besessene Mann, 4 Gärtner, 8 Inwohner, 15½ Hufen |
| 1764 | 20 besessene Mann, 34 Häusler, 15¾ Hufen            |
| 1834 | 110                                                 |
| 1843 | 627                                                 |
| 1871 | 840                                                 |

| Jahr | Einwohnerzahl |
| ---- | ------------- |
| 1890 | 988           |
| 1910 | 1448          |
| 1925 | 1460          |
| 1939 | 1356          |
| 1946 | 1370          |

| Jahr | Einwohnerzahl |
| ---- | ------------- |
| 1950 | 1358          |
| 1964 | 1121          |
| 1990 | 717           |
| 1993 | 720           |